# Phymatoceros bulbiculosus
Phymatoceros bulbiculosus là một loài rêu trong họ Anthocerotaceae. Loài này được Brot. Stotler, W.T. Doyle & Crand.-Stot. mô tả khoa học đầu tiên năm 2005.